# サタネプ☆ベストテン
『サタネプ☆ベストテン』は、2011年10月15日から2012年9月1日までTBS系列で、毎週土曜日の19:00-19:56（JST）に放送されたバラエティ番組である。ネプチューンの冠番組。初回は19:00 - 20:54（JST）の2時間スペシャル。

## 概要
知っているようで知らない、芸能界の知られざるデータをランキング仕立ての“ゴングショー”形式で紹介する。
番組名には「ベストテン」と冠しているが、構成の都合上、ベスト5やベスト3になることもあった。
2012年9月1日の2時間SPを以って終了。後番組は月曜19時台に放送された『炎の体育会TV』で、ネプチューン司会の番組は『ネプの超法則!!』と改題・リニューアルされた上で、再び土曜20時台に移動。

## 出演者
★は『奇跡ゲッター ブットバース!!』から続投出演。

### 司会
- ネプチューン（名倉潤・原田泰造・堀内健）★

### アシスタント
- 田中みな実（当時TBSアナウンサー）

### レギュラー
- TKO（木本武宏・木下隆行）★
- ロッチ（コカドケンタロウ・中岡創一）★

その他、「副業芸能人審査員」の肩書きでゲスト数名が出演。

## 主な企画
プロ選んだすっぴんが見てみたい芸能人ベストテン
プロのメイクやスタイリストに対しすっぴんの顔が見てみたい女性芸能人をアンケート調査。ランキングに入った芸能人には実際にすっぴん顔を披露してもらう。
芸能人の残り寿命ベストテン
MCのネプチューン（第2回は名倉は不参加）、レギュラーのTKO・ロッチを含む芸能人たちが人間ドックを受診。胃腸・心臓&血管・肝臓・脳・肺の項目ごとに問題がある人の危険度をランキング。最後はそれらを元に「残り寿命」を算出、残り寿命が少ないワーストランキングを作成する。
なお「残り寿命」は5部門の結果に加え、脳梗塞のリスクファクターと喫煙習慣から割り出すもので、あくまでも「生活を一切改善しなかった」最悪のケースを想定した暫定的なものであり、生活改善のきっかけとすることが大切であるといわれている。
また、各部門ごとに「特に健康」なゲストは、湘南乃風の「睡蓮花」をBGMに明るく発表される。それ以外でランキングにも乗らなかった芸能人は「年相応」とのこと。
この企画で十二指腸潰瘍が発覚した原田はその後禁煙・ジョギング・野菜の摂取など生活習慣を改めた結果、十二指腸潰瘍が治癒し寿命も平均以上に改善した。また、残り寿命0年と宣告されたHIRO（安田大サーカス）は検査入院後生活の改善を行った結果、3か月で体重が約30kg減少。残り寿命も10年に回復した（ただし、同時期に放映された「第3回ガチ相撲トーナメント」では「弱くなった」と弄られた）。
芸能界消えた金額ランキング
芸能人が事業の失敗や浪費、詐欺などによって失った金額の多さをランキング形式で発表する。

## ネット局
| 放送対象地域   | 放送局             | 系列    | 放送日時           |
| -------------- | ------------------ | ------- | ------------------ |
| 関東広域圏     | TBSテレビ          | TBS系列 | 土曜 19:00 - 19:56 |
| 北海道         | 北海道放送         | TBS系列 | 土曜 19:00 - 19:56 |
| 青森県         | 青森テレビ         | TBS系列 | 土曜 19:00 - 19:56 |
| 岩手県         | IBC岩手放送        | TBS系列 | 土曜 19:00 - 19:56 |
| 宮城県         | 東北放送           | TBS系列 | 土曜 19:00 - 19:56 |
| 山形県         | テレビユー山形     | TBS系列 | 土曜 19:00 - 19:56 |
| 福島県         | テレビユー福島     | TBS系列 | 土曜 19:00 - 19:56 |
| 山梨県         | テレビ山梨         | TBS系列 | 土曜 19:00 - 19:56 |
| 新潟県         | 新潟放送           | TBS系列 | 土曜 19:00 - 19:56 |
| 長野県         | 信越放送           | TBS系列 | 土曜 19:00 - 19:56 |
| 静岡県         | 静岡放送           | TBS系列 | 土曜 19:00 - 19:56 |
| 富山県         | チューリップテレビ | TBS系列 | 土曜 19:00 - 19:56 |
| 石川県         | 北陸放送           | TBS系列 | 土曜 19:00 - 19:56 |
| 中京広域圏     | 中部日本放送       | TBS系列 | 土曜 19:00 - 19:56 |
| 近畿広域圏     | 毎日放送           | TBS系列 | 土曜 19:00 - 19:56 |
| 鳥取県・島根県 | 山陰放送           | TBS系列 | 土曜 19:00 - 19:56 |
| 岡山県・香川県 | 山陽放送           | TBS系列 | 土曜 19:00 - 19:56 |
| 広島県         | 中国放送           | TBS系列 | 土曜 19:00 - 19:56 |
| 山口県         | テレビ山口         | TBS系列 | 土曜 19:00 - 19:56 |
| 愛媛県         | あいテレビ         | TBS系列 | 土曜 19:00 - 19:56 |
| 高知県         | テレビ高知         | TBS系列 | 土曜 19:00 - 19:56 |
| 福岡県         | RKB毎日放送        | TBS系列 | 土曜 19:00 - 19:56 |
| 長崎県         | 長崎放送           | TBS系列 | 土曜 19:00 - 19:56 |
| 熊本県         | 熊本放送           | TBS系列 | 土曜 19:00 - 19:56 |
| 大分県         | 大分放送           | TBS系列 | 土曜 19:00 - 19:56 |
| 宮崎県         | 宮崎放送           | TBS系列 | 土曜 19:00 - 19:56 |
| 鹿児島県       | 南日本放送         | TBS系列 | 土曜 19:00 - 19:56 |
| 沖縄県         | 琉球放送           | TBS系列 | 土曜 19:00 - 19:56 |

## スタッフ
- 構成：都築浩、北本かつら、藤谷弥生、田中到、長谷川大雲、アリエシュンスケ、成瀬正人、狩野孝彦
- ナレーション：服部潤
- TM：金澤健一
- TD：寺尾昭彦
- カメラ：廣田雅之
- VE：島貫洋
- 音声：石堂遼子
- 照明：柴崎友美
- 編集：田村啓一郎
- MA：飯塚大樹
- 音効：佐藤賢治、イ ジョンホ
- ロケ技術：石毛雄己、目野智子
- 美術プロデューサー：太田卓志
- 美術制作：清水久
- 装置：坂本進
- 操作：三谷剛大
- 特殊装置：高橋出
- 電飾：西田和正、森田光俊
- メカシステム：濱口利行
- アクリル装飾：渡辺卓也
- 装飾：古川明音、篠原直樹
- メイク：後藤満紀子
- 衣装：岡崎貴子
- 持道具：岩本美徳
- CG：服部泰仁、稲生諭
- 技術協力：東通、タムコ、スポット、スウィッシュ・ジャパン
- TK：飛田亜也
- 編成：宮尾毅
- 宣伝：磯崎裕啓
- リサーチ：フルタイム
- AP：井上あつし、米村まどか
- AD：奈良順也、石川涼子、大澤佑一郎、唐川英明、岩木伸次、米田正人、海保香苗、松木彩、間瀬裕介、島津翔吾、神谷浩太郎、浦上栄介
- 協力プロデューサー：金田武信（MADWORDS、残り寿命ベストテンのみ担当）
- MP：内藤宏之
- ディレクター：中澤智有、首藤光典、大場剛、有川崇、高岡滋紀、酒井甚哉、八木信人、大谷真純、磯部修、大内優介
- 総合演出：井手比左士
- プロデューサー：平田さおり、御法川隼斗、早瀬志都加
- 制作協力：極東電視台、ワタナベエンターテインメント
- 製作著作：TBS

### 過去のスタッフ
- チーフプロデューサー：合田隆信
- AP：野村紘子